# DSA-411
La DSA-411 es una carretera perteneciente a la Red Secundaria de la Diputación Provincial de Salamanca que une la  N-620  con la localidad de Galindo y Perahuy.

## Origen y Destino
La carretera  DSA-411  tiene su origen en Galindo y Perahuy en la intersección con la carretera  N-620 , y termina en el casco urbano de Galindo y Perahuy, formando parte de la Red de carreteras de Salamanca.